# 335533 Tarasprystavski
335533 Tarasprystavski este o planetă minoră (asteroid) din centura de asteroizi. A fost descoperită pe 4 ianuarie 2006 la Catalina Station⁠(d) de Catalina Sky Survey. 
Obiectul prezintă o orbită caracterizată de o semiaxă mare de 2,6618413228661 UAi, o excentricitate de 0,19045664665914, o înclinație de 13,205999631928 ° în raport cu ecliptica.